# René Petit
René Petit (Dacs, 8 d'octubre de 1899 - Hondarribia, 14 d'octubre de 1989) fou un futbolista basc-francès de les dècades de 1910 i 1920.

## Trajectòria

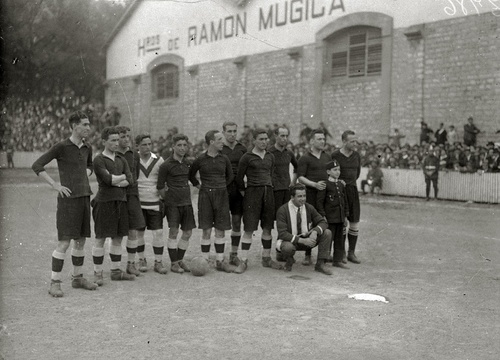
Real Unión, final de Copa, 1924. Petit a la dreta del tot.

Començà a jugar al Reial Madrid C. F. als 14 anys. La major part de la seva carrera jugà al Real Unión d'Irun, excepte una breu estada a l'Stade Bordelais. Amb la selecció francesa participà en els Jocs Olímpics de 1920.

## Palmarès
Reial Madrid
- Copa del Rei de futbol:
  - 1917
- Campionat Regional Centre:
  - 1916, 1917

Real Unión
- Copa del Rei de futbol:
  - 1918, 1924, 1927
- Campionat de Guipúscoa de futbol:
  - 1920, 1921, 1922, 1924, 1926, 1928, 1930, 1931